# Valdeganga de Cuenca
Valdeganga de Cuenca es una localidad del municipio conquense de Valdetórtola, en la comunidad autónoma de Castilla-La Mancha (España). 

## Localidades limítrofes
Confina con las siguientes localidades:
- Al norte con Villar de Olalla.
- Al este con Tórtola.
- Al sur con La Parra de las Vegas.
- Al oeste con Fresneda de Altarejos.

## Historia
Así se describe a Valdeganga de Cuenca en el tomo XV del Diccionario geográfico-estadístico-histórico de España y sus posesiones de Ultramar, obra impulsada por Pascual Madoz a mediados del siglo XIX:

Aldea con ayuntamiento en la provincia, diócesis y partido judicial de Cuenca (3 leguas), audiencia territorial de Albacete (17) y capitanía general de Castilla la Nueva (Madrid); Situada en un llano, pero rodeado de cerros de mucha elevación; su clima es templado, combatido por los vientos de E y O y poco propenso a enfermedades. Consta de 70 casas de mala construcción, inclusa la de ayuntamiento que sirve de pósito y cárcel; a la escuela de primeras letras concurren 20 niños de ambos sexos, y cobra una corta cantidad de los fondos de propios y la retribución que dan los padres de los alumnos; al S del pueblo hay una fuente abundante de que se surte el vecindario; la iglesia parroquial bajo la advocación de Santo Domingo de Silos, está servida por un cura de entrada y de provisión ordinaria; al E está la ermita de Nuestra Señora de la Cabeza que sirve de cementerio. El término confina por N con Villar de Olalla; E Tórtola y la Olmeda; S La Parra y el río Júcar. En su jurisdicción se hallan los despoblados de los Villares, Castillete de la Moratilla y la Muela de la Hoz. El terreno es de mediana calidad, parte de secano y parte regado por un arroyo de corto caudal que se incorpora al Júcar; hay algunas fuentes de aguas minerales sin analizar; la mayor parte del término está poblado de pinos y otros arbustos y en las márgenes del río algunas nogueras y viñas; los caminos son locales y en mal estado; la correspondencia se recibe de la administración de Cuenca. Producciones: trigo, cebada, centeno, avena, patatas, legumbres y algunas frutas; se cría ganado lanar, cabrío y vacuno; caza de liebres, perdices, conejos, corzos y venados, y pesca de truchas, algunos peces y muchos cangrejos. Industria: la agrícola, un molino harinero y batán. Comercio: la venta del sobrante de sus productos y la importación de algunos artículos como aceite, vino, etc. Población: 65 vecinos, 259 almas. Capital productivo: 749.840 reales. Imponible: 37.492; el presupuesto municipal asciende a 1.700 reales y se cubre con el producto de las fincas de propios y otros arbitrios.
Diccionario geográfico-estadístico-histórico de España y sus posesiones de Ultramar

El municipio de Valdeganga de Cuenca desapareció en 1971, al fusionarse con el de Tórtola para formar el nuevo término municipal de Valdetórtola.

## Demografía
| Gráfica de evolución demográfica de Valdeganga de Cuenca entre 1842 y 1970 |
| |
| Población de derecho según los censos de población del INE Población de hecho según los censos de población del INEEntre el censo de 1981 y el anterior, este municipio desaparece porque se agrupa en el municipio Valdetórtola |

Evolución de la población
| Gráfica de evolución demográfica de Valdeganga de Cuenca entre 2000 y 2017 |
|                                                                            |
| Población de derecho (2000-2017) según el padrón municipal del INE         |

## Patrimonio
La iglesia está dedicada a Santo Domingo de Silos.